# Louis Hardouin
Pour les articles homonymes, voir Hardouin.
Louis Hardouin, né le 22 septembre 2000, est un coureur cycliste français. Il est membre du Guidon Chalettois .

## Biographie
Louis Hardouin pratique le cyclisme depuis l'âge de sept ou huit ans,. Sa première licence est prise à l'USM Saran. À ses débuts, il se consacre principalement au cyclo-cross, d'abord par simple loisir. Il poursuit sa carrière en 2021 au club Orléans Loiret Cyclisme, tout en ayant validé un BTS en travaux publics. Deux ans plus tard, il intègre le Guidon Chalettois, qui évolue au plus haut niveau amateur. Sous les couleurs de cette équipe, il se distingue lors de la saison 2023 en obtenant une victoire et une dizaine de tops.  
En 2024, il montre sa progression avec six succès et de nombreuses places d'honneur. Il remporte notamment une étape du Tour de Côte-d'Or, l'épreuve Paris-Chalette-Vierzon ou le Caux Tour, inscrit au calendrier de la Coupe de France N1. Sur le circuit de l'UCI, il termine septième de l'étape inaugurale du Tour du Loir-et-Cher. Il finit également douzième du Tour d'Eure-et-Loir, après s'être classé dixième de la dernière étape. 
Malgré ses résultats, il ne parvient pas à passer professionnel en 2025. Louis Hardouin prolonge néanmoins l'expérience avec le Guidon Chalettois. Bon puncheur, et rapide au sprint, il confirme son statut de leader en étant le meilleur amateur français. Il s'impose à neuf reprises, et réalise au total une trentaine de tops dix. En Coupe de France N1, il parvient à s'adjuger la 95e édition du Grand Prix de Cours-la-Ville. Il termine par ailleurs deuxième d'une étape du Tour du Loir-et-Cher, troisième du Tour Nivernais Morvan, ou encore quatrième du championnat de France amateurs. Grâce à ses performances, il parvient finalement à signer un premier contrat professionnel avec l'équipe continentale Van Rysel-Roubaix, qu'il doit rejoindre en 2026.

## Palmarès
| - 2022 - 3e du Grand Prix de La Rouchouze - 2023 - Grand Prix des Vins de Panzoult - 2e du Grand Prix de Loches - 2e de la Nocturne de Cosne-sur-Loire - 2e du Tour de Côte-d'Or - 2024 - Grand Prix du Luart - Caux Tour - Grand Prix des Vins de Panzoult - Grand Prix de Gien - Paris-Chalette-Vierzon - 1re étape du Tour de Côte-d'Or - 2e du Challenge des Trois Rivières - 2e du Grand Prix de La Rouchouze - 2e du Tour de Loire-Atlantique - 2e du Challenge Mayennais - 2e du Circuit des Deux Ponts - 3e du Prix des Vins Nouveaux | - 2025 - Champion du Centre-Val de Loire - Boucles Guégonnaises - Tour de la Charente Limousine - 4e étape des Boucles de la Charente-Maritime - 2e étape du Tour du Loiret - Prix de Pouilly-sur-Loire - 3e étape du Tour de Côte-d'Or - Grand Prix de Cours-la-Ville - 1re épreuve du Challenge Mayennais - 2e du Grand Prix de Saint-Hilaire-du-Harcouët - 2e du Grand Prix Gilbert-Bousquet - 2e de La Polysostranienne - 3e du Grand Prix de Buxerolles - 3e du Tour des 4B Sud Charente - 3e du Tour Nivernais Morvan - 3e du Tour de Côte-d'Or - 3e du Challenge Mayennais |  |